# Habenaria cirrhata
Habenaria cirrhata är en orkidéart som först beskrevs av John Lindley, och fick sitt nu gällande namn av Heinrich Gustav Reichenbach. Habenaria cirrhata ingår i släktet Habenaria och familjen orkidéer. Inga underarter finns listade i Catalogue of Life.